# 超硬合金
超硬合金（ちょうこうごうきん、正式名；超硬質合金、英名；Cemented Carbide）とは、硬質の金属炭化物の粉末を焼結して作られる合金である。単に超硬とも呼ばれる。

## 超硬合金の組成
代表的な超硬合金は、炭化タングステン（WC、タングステン・カーバイド）と結合剤（バインダ）であるコバルト（Co）とを混合して焼結したものである。超硬合金の材料特性を使用目的に応じてさらに向上させるため、炭化チタン（TiC）や炭化タンタル（TaC）などが添加されることもある。

## 超硬合金の特徴
超硬合金の特徴は硬度が高く、特に高温時の硬度低下が少ないことである。このため、超硬合金が採用される分野は耐摩耗性を要求される分野であり、特に切削工具や金型などに採用される。（粉末冶金、サーメットも参照。）しかし、工学上重要な曲げ強度において十分な強度が保てないので金型用途には工具鋼の補助的材料に甘んじている。しかも切削工具においても重量統計では工具鋼と双璧をなすが、密度が2倍あるので体積換算で限定されている。

## 超硬工具
超硬合金は、耐磨耗性が要求される金属加工用の切削工具（例えば、ドリル、エンドミル、ホブ、フライス、旋盤、ピニオンカッタなど）の材料として使われている。超硬合金を利用した工具は特に超硬工具と呼ばれる。
超硬工具の貢献が大きい分野が自動車部品である。特に、エンジン部品、トランスミッション部品、ステアリング部品などの金属加工には超硬工具が多用される。これらの個々の部品の加工精度の向上や製造コストの低減といった面に対して超硬工具の果たす役割は大きい。
超硬工具はそれ以外にも広範に利用される。その用途には、
- シールドトンネルを掘る際にシールドマシンの先端に取り付けて固い岩盤を砕くための刃
- 道路補修時のアスファルト表面除去具
- アルミ缶などの深絞り用金型やコインの打ち抜き用金型

が挙げられる。
切削に用いる超硬工具では、耐摩擦性を一層高めるために、その表面に他の硬質物質をコーティング（化学気相成長（CVD）や物理気相成長（PVD））したものが主流となりつつある。この硬質物質として用いられる物質は、例えば窒化チタン（TiN）、炭窒化チタン（TiCN）、チタンアルミナイトライド（TiAlN）、アルミクロムナイトライド（AlCrN）などである。
しかしながら、世界的にみると単純な構成からくる合金の特徴から考えても、新規性は停滞しているのが現状で硬質皮膜の基盤材料としての位置づけが強い。冶金学的改良が加わっていないことから考えると、工具鋼に比較し10年の遅れも見て取れる。

## 超硬合金の注意点
超硬合金を材質として用いる場合の留意点は、
- 高速度鋼などの工具鋼より割れやすい（靭性が小さい）。特に曲げ強さに置いて工具鋼系と比べると圧倒的に低く、工具鋼からの代替としては致命的となる場合がある。また、ハイス工具に比べて耐食性が劣るので、快削鋼では寿命が逆転する場合がある。
- 低速・重切削・高硬度域で高速度工具鋼系に対し不利で、油潤滑の場合顕著になる。
- コストが高い。特に、資源国際戦略上狙われやすいタングステンが多用されていること。

などである。例えば金型など、切削工具等に比べ体積が大きい用途では、靭性の不足やコストの問題が生じやすい。
このため、超硬合金の従来の用途において、超硬合金に代えて高速度工具鋼を採用する動向が近年強くなりつつある。

## 超硬合金の歴史
1923年にドイツの化学者シュロッター（シュレーター）が製法を開発した。
1927年にはドイツのクルップ社が「ウィディア」と名づけて販売を開始した。

### 日本における超硬合金の歴史
日本では、1929年に東芝の前身である芝浦製作所と東京電気が日本初の超硬合金「タンガロイ」を市販したのが始まりとされている。その後日本では時期をおかずに、住友電線製造所（現在の住友電工）により「イゲタロイ」が、三菱鉱業（現在の三菱マテリアル）により「ダイヤチタニット」がそれぞれ開発され、前述の「タンガロイ」と合わせて超硬合金あるいは超硬工具の御三家となる。
これらの企業は事業分野がそれぞれ異なり、当初の開発の目的（想定する用途）も異なっていたようである。芝浦製作所と東京電気は金属部品加工を営み、一般金属の切削加工関連を目的にタンガロイを開発した。住友電線製造所は電線製造を営み、電線の引き抜き用金型のためにイゲタロイを、そして、三菱鉱業は鉱山を経営し、鉱山の掘削を目的にダイヤチタニットを開発した。それにもかかわらず、超硬合金という共通する材料にそれぞれが辿り着いた。

## タングステンカーバイド
超硬合金の事実上の代名詞ともなっている物質で幅広く使用され、不可欠なものとなっている。ダイヤモンド等、タングステンカーバイドより硬い物質は存在するが近年、タングステンが紛争鉱物に指定されるに至るなどにより高い含有率を嫌って代替化する動きがあり、特に潤滑油使用用途でその弱点が露呈するなどにより工具鋼系への転換が進んできている。